# Dicranomyia (Dicranomyia) subredundans
Dicranomyia (Dicranomyia) subredundans is een tweevleugelige uit de familie steltmuggen (Limoniidae). De soort komt voor in het Afrotropisch gebied.